# Hans Jesse
Hans Jesse (* um 1920; † im September 1995) war ein deutscher Journalist.
Jesse, erster Leiter der Tagesschau-Redaktion, war ab 1946 beim NWDR als Hörfunk-Reporter beschäftigt. 1961 wechselte er zum Fernsehen und war am Aufbau der Kölner Tagesschau-Redaktion beteiligt. Der später als landespolitischer Korrespondent tätige Jesse war zudem von 1983 bis zu seiner Pensionierung ein Jahr später mit der Aufgabe des Koordinators mit Sonderaufgaben in der Chefredaktion Landesprogramme betraut. Er starb im Alter von 75 Jahren.

## Quelle
- „Hans Jesse gestorben“, Siegener Zeitung vom 26. September 1995

| Personendaten    | Personendaten        |
| ---------------- | -------------------- |
| NAME             | Jesse, Hans          |
| KURZBESCHREIBUNG | deutscher Journalist |
| GEBURTSDATUM     | um 1920              |
| STERBEDATUM      | September 1995       |